# William Cannon
William Cannon (15 de março de 1809 – 1 de março de 1865) foi um político norte-americano que foi governador do estado do Delaware, no período de 1863 a 1865.